# エドワード・ジョン・エア
エドワード・ジョン・エア（英語: Edward John Eyre、1815年8月5日 - 1901年11月30日）は、イギリス・イングランドの探検家。オーストラリア大陸を陸路踏破し、後年はジャマイカなどの植民地総督を務めた。
オーストラリア南部のエア湖、エアー半島、エア川、エア・ハイウェイ（南オーストラリア州と西オーストラリア州を通る主要幹線）、ニュージーランドのカンタベリー地方にあるエアトンとウェストエアトンの村々は彼の功績を顕彰して名づけられた。

## 生涯

### 若年期
ベッドフォードシャーのウィップスネードに生まれる。生後まもなくヨークシャーのホーンジーに移り、当地で洗礼を受けた。父はアンソニー・ウィリアム・エア師、母はサラ（旧姓マップルトン）。ラウスとセドバーグのグラマースクールを修了後、大学進学ではなく軍隊に入るためシドニーに渡る。下宿先の紳士と絆を育み、18歳を迎える1ヶ月前に子羊400頭を購入した。南オーストラリア州が成立するとヒツジ1000頭と家畜600頭をニューサウスウェールズ州モナロからアデレードに転売し、大きな利益を上げた。

### 南オーストラリア探検
これを元手にエアは南オーストラリア奥地への遠征を計画し、北のフリンダーズ山地へ向かう班とセドゥナ以西を目指す班を組んだ。
アボリジニのウィリーとともにグレートオーストラリア湾沿いをヨーロッパ人として初めて横断し、その旅路は西オーストラリア州アルバニーまでの2000マイルにおよんだ。探検隊にはジョン・バクスターと3人のアボリジニも含まれていたが、アボリジニのうちの2人がバクスターを死なせたうえ補給品を奪い去ってしまったため、エアとウィリーだけがロシター湾でフランスの捕鯨船に救助された。なお、ロシター湾の名はこの捕鯨船のロシテール船長にちなむ。
エアは南オーストラリア州内陸部とニューサウスウェールズ州も探検し、アボリジニと入植者との境界線をマレー川とすることに助力した。
1843年には、困難な状況の下でオーストラリア大陸各地の探険を行なったとして、王立地理学会から金メダル（創立者メダル）を受賞した。

### 植民地総督
1848年から1853年まで、エアはジョージ・グレイ卿のもとでニュージーランドニューマンスター州の副総督を務めた。1850年にはジョン・デービス・オーモンドの姉か妹であるアデレード・オーモンドと結婚した。
1854年からはカリブ海の諸植民地の総督を務めた。

### ジャマイカ植民地総督
植民地総督として、エアは1865年のジャマイカ事件を徹底的に弾圧した。その過程で多くの黒人小作農が殺され、鞭で打たれた。また、反乱に関与した疑いで混血の植民地議会議員ジョージ・ウィリアム・ゴードンが処刑された。
この対応はイギリスで大問題となり、ゴードン殺害容疑でエアの逮捕および裁判要求が出された。ジョン・スチュアート・ミルはイギリスの高名な左派知識人（ジョン・ブライト、チャールズ・ダーウィン、フレデリック・ハリソン、トマス・ヒューズ、トマス・ヘンリー・ハクスリー、ジョン・ティンダル、ハーバート・スペンサーら）とともに「ジャマイカ委員会」を立ち上げ、彼の訴追を求めた。いっぽうトーマス・カーライルは、エアは秩序を取り戻すため適切に行動していたとして彼を擁護、別の委員会を組織した。カーライルの支持者にはジョン・ラスキン、チャールズ・キングズリー、チャールズ・ディケンズ、アルフレッド・テニスンが名を連ねた。けっきょくエアは殺人容疑で2度起訴されたが、それ以上ことは進行しなかった。
1970年、オーストラリア郵便公社は彼の肖像切手を発行した。